# Bruno (Wirginia Zachodnia)
Bruno – jednostka osadnicza w Stanach Zjednoczonych, w stanie Wirginia Zachodnia, w hrabstwie Logan.